# Pritha vestita
Espèce
Synonymes
- Filistata vestita Simon, 1873

Pritha vestita est une espèce d'araignées aranéomorphes de la famille des Filistatidae.

## Distribution
Cette espèce se rencontre en France en Corse et en Bulgarie.

## Description
L'holotype mesure 2,5 mm.

## Systématique et taxinomie
Cette espèce a été décrite sous le protonyme Filistata vestita par Simon en 1873. Elle est placée dans le genre Pritha par Lehtinen en 1967. Elle est placée en synonymie avec Pritha nana par Ledoux en 1977. Elle est relevée de synonymie par Legittimo, Simeon, Di Pompeo et Kulczycki en 2017.

## Publication originale
- Simon, 1873 : « Aranéides nouveaux ou peu connus du midi de l'Europe. (2e mémoire). » Mémoires de la Société royale des sciences de Liège, sér. 2, vol. 5, p. 187-351, réimprimé seul p. 1-174 (texte intégral).